# Paradies-Trilogie
Die Paradies-Trilogie umfasst drei Filme von Ulrich Seidl aus den Jahren 2012 und 2013 über die Erlebnisse dreier Frauen einer Familie. Im ersten Teil reist eine Frau auf der Suche nach Liebe und Zuneigung als Sextouristin nach Kenia. Zeitgleich besucht (im dritten Teil) ihre Tochter ein Camp für übergewichtige Kinder. Glaube zeigt die Konflikte zwischen einer katholischen Missionarin und ihrem muslimischen Mann.
Paradies war ursprünglich als ein Spielfilm mit drei Handlungssträngen konzipiert. Erst im Laufe der Postproduktion entschied sich Seidl, die Geschichten auf drei Filme aufzuteilen. Die Filmtitel sind von dem Drama Glaube Liebe Hoffnung von Ödön von Horváth inspiriert.
Hoffnung hatte seine Premiere am 8. Februar 2013 im Rahmen des Wettbewerbs der Internationalen Filmfestspiele Berlin. Im Jahr zuvor waren bereits Liebe im Wettbewerb von Cannes und Glaube im Wettbewerb von Venedig gezeigt worden. Innerhalb von weniger als 12 Monaten mit drei unterschiedlichen Filmen auf den drei bedeutendsten A-Festivals der Welt vertreten war bis dahin nur Krzysztof Kieślowski mit seiner Drei-Farben-Trilogie.